# Шиваджи VI
Шиваджи VI (05 апреля 1863 — 25 декабря 1883) — 9-й раджа Колхапура из династии Бхонсле (12 октября 1871 — 25 декабря 1883). Дальний родственник по основной линии княжеской семьи Колхапура, он был усыновлен в возрасте восьми лет вдовой Раджарама II. Из-за своей молодости он правил под регентством, пока не достиг совершеннолетия. В 1875 году будущий Эдуард VII вручил ему почетный меч, а на Новый год 1877 года он был посвящен в рыцари с титулом рыцаря-командора ордена Звезды Индии (KCSI) в возрасте 13 лет. Позже в том же году он также стал самым молодым лауреатом медали императрицы Индии Виктории.

## Происхождение
Родился под именем — Шримант Нарайанрао Динкаррао Бхонсле, сын Мехербан Шримант Сардар Динкаррао Нарайанджирао Бхонсле (Ханваткар). Находился в дальнем родстве с правящей династией раджей Колхапура, он вёл своё происхождение от Малоджи Бхосале, деда Шиваджи (1630—1680), основателя Маратхского государства.
Он был усыновлен Рани Тарабай Сахиб Бхонсле, старшей вдовой Раджарама II, 12 октября 1871 года. В тот жедень он был коронован как Шримант Раджашри Шиваджи Чхатрапати Махарадж Сахиб Бахадур.

## Предполагаемое безумие раджи
К 1882 году сэр Шиваджи VI сошел с ума — по крайней мере, так утверждалось — и был помещен под защиту британского правительства, а регентом государства был назначен Карбхари Махадео Барве.
Это вызвало значительные споры. Британские официальные лица и врачи подтвердили, что Шиваджи VI страдает неизлечимым безумием. Эта официальная версия получила поддержку со стороны английских газет, таких как Times of India и Bombay Gazette.
Однако это было решительно оспорено некоторыми индийскими газетами, такими как Induprakash, Mahratta и Kesari — две последние газеты на английском и маратхи соответственно, основанные незадолго до этого Локманья Бал Гангадхаром Тилаком, видным лидером движения за независимость Индии.
В Kesari был поставлен публичный вопрос о диагнозе, лечении и психическом состоянии Чхатрапати. Kesari, затем под редакцией Агаркара и Махратты под руководством Тилака, утверждали, что Шиваджи VI не был сумасшедшим, и небольшая нестабильность в его психическом состоянии была вызвана жестоким обращением с ним со стороны слуг и должностных лиц, назначенных для ухода за ним.
Они особенно обвиняли Махадео Барве, назначенного британцами регента Колхапура, в соучастии в заговоре с целью свести Шиваджи VI с ума. Письма, опубликованные в Kesari и Mahratta, предположительно написанные Махадео Барве своим подчиненным чиновникам, указывают на его участие вместе с некоторыми британскими чиновниками и местными слугами в заговоре с целью отравления Шиваджи VI.
Чтобы снять с себя обвинения, Махадео Барве подал иск о клевете против Тилака и Агаркара. Последовавший за этим судебный процесс вынес в публичную сферу частную жизнь Шиваджи VI и жестокое обращение с ним со стороны британских чиновников.
Газета Kesari опубликовала дословный отчет о судебном процессе в Высоком суде, который, по мнению редакции, выставил на всеобщее обозрение варварское отношение британских офицеров к Шиваджи VI. 16 июля 1882 года суд присяжных признал Тилака и Агаркара виновными по обвинению в клевете на Махадео Барве и приговорил их к четырем месяцам тюремного заключения в тюрьме Донгри в Бомбее.
Даже во время судебного процесса Kesari публиковал статьи, в которых ставил под сомнение физический контроль британских офицеров над телом Шиваджи VI и выражал опасения относительно угрозы жизни Шиваджи VI со стороны офицеров, назначенных для его защиты. Несмотря на подобные обвинения, британское правительство не забрало Шиваджи VI из-под стражи этих офицеров.

## Смерть и последствия
Сэр Шиваджи VI, переселенный в Ахмеднагар, умер год спустя, 25 декабря 1883 года, в возрасте 20 лет, в драке с британским солдатом, назначенным для ухода за ним, рядовым Ллойдом Пассингемом, или из-за побоев. Ему наследовал Шаху IV, поскольку он не оставил наследника.
Способ его смерти был широко расценен как подтверждение обвинений, выдвинутых индийскими националистами, несмотря на решение суда против них, и весь этот вопрос стал важной вехой в развитии Индийского движения за независимость.

## Титулы
- 1863—1871: Шримант Нарайанрао Динкаррао Бхонсле
- 1871—1877: Его Высочество Шримант Раджашри Шиваджи VI Чатрапати Махарадж Сахиб Рао Бахадур, раджа Колхапура
- 1877—1883: Его Высочество Шримант Раджашри сэр Шиваджи VI Чатрапати Махарадж Сахиб Бахадур, раджа Колхапура, рыцарь — великий командор Ордена Звезды Индии